# Czasowiennaja
Czasowiennaja (ros. Часовенная) – wieś (dieriewnia) w Rosji, w Mari El, w rejonie wołżskim. W 2010 liczyła 1125 mieszkańców.